# Konferenciagráf
A matematika, azon belül a gráfelmélet területén egy konferenciagráf (conference graph) v, k = (v − 1)/2, λ = (v − 5)/4 és μ = (v − 1)/4 paraméterekkel rendelkező erősen reguláris gráf. Szimmetrikus konferenciamátrix képezi az alapját, ezért v rendjének mindig kongruensnek kell lennie 1-gyel modulo 4 és két négyzetszám összegének kell lennie. Nevüket a konferenciamátrixokról, azok pedig a telefonos konferenciahívásokról kapták.
A feltételek által megengedett, alacsony v értékekre (pl. v = 5, 9, 13, 17, 25, 29) és az összes Paley-gráfra (az 1-gyel kongruens modulo 4 prímhatványokra) ismertek a konferenciagráfok. Számos v értékre azonban, amikre elvileg lehetséges a konferenciagráf létezése, nem ismert, hogy valóban létezik-e.
A konferenciagráf sajátértékei, néhány más erősen reguláris gráftól eltérően nem feltétlenül egész számok. Ha a gráf összefüggő, a sajátértékek a következők: k, 1 multiplicitással, és két másik sajátérték, 
{\displaystyle {\frac {-1\pm {\sqrt {v}}}{2}},}
mindkettőnek a multiplicitása (v − 1)/2.

## Fordítás
- Ez a szócikk részben vagy egészben a Conference graph című angol Wikipédia-szócikk ezen változatának fordításán alapul.  Az eredeti cikk szerkesztőit annak laptörténete sorolja fel. Ez a jelzés csupán a megfogalmazás eredetét és a szerzői jogokat jelzi, nem szolgál a cikkben szereplő információk forrásmegjelöléseként.